# Traszyna
Traszyna (Trachinocephalus myops) – gatunek drapieżnej głębinowej ryby skrzelokształtnej z rodziny jaszczurnikowatych (Synodontidae), klasyfikowany w monotypowym rodzaju Trachinocephalus lub w rodzaju Synodus. Poławiany na niewielką skalę.

## Występowanie
Tropikalne i umiarkowane wody oceaniczne z wyjątkiem wschodnich obszarów Oceanu Spokojnego i północno-wschodniego Atlantyku, w estuariach oraz na głębokościach do 400 m.

## Opis
Ciało pokryte niebieskimi i żółtymi smugami. Krótki pysk ze skośnie ułożonym otworem gębowym. Liczne, ostre zęby. Krótka płetwa grzbietowa, mała płetwa tłuszczowa. Dorasta przeciętnie do 25 cm, maksymalnie 40 cm długości. Żywi się rybami i małymi skorupiakami. Często zakopuje się w piaszczystym dnie wystawiając jedynie wysoko położone oczy.